# Mihály Mayer (Wasserballspieler)
Mihály Mayer (* 27. Dezember 1933 in Budapest; † 4. September 2000 ebenda) war ein ungarischer Wasserballspieler.
Mihály Mayer wurde mit der ungarischen Wasserball-Nationalmannschaft 1956 und 1964 Olympiasieger und gewann bei den Olympischen Spielen 1960 und 1968 Bronze. 1958 und 1962 wurde Mayer mit der ungarischen Mannschaft Europameister. Nachdem 1956 der Ungarische Volksaufstand blutig niedergeschlagen worden war, gehörte Mayer zu den sechs Spielern, die nach den Olympischen Spielen 1956 nicht unmittelbar nach Ungarn zurückkehrten. 1958 gehörte er aber wieder zur ungarischen Mannschaft. Mihály Mayer war mit der kurzen Unterbrechung 1957 von 1947 bis 1969 immer bei Újpesti Dózsa und wurde mit diesem Verein 1955, 1960 und 1967 ungarischer Meister.
Nach seiner aktiven Laufbahn wurde Mihály Mayer ein erfolgreicher Trainer. Im Jahr 1987 wurde er in die Ruhmeshalle des internationalen Schwimmsports aufgenommen.